# 에스밀 로저스
에스밀 안토니오 로저스(Esmil Antonio Rogers, 1985년 8월 14일 ~ )는 도미니카 공화국 출신의 야구 선수이자, 전 중화 직업봉구 대연맹 중신 브라더스의 투수이다.

## 미국 프로야구 시절
2009년에 콜로라도 로키스에 입단하였다.

## 한국 프로야구 시절

### 한화 이글스시절
2015년 8월 1일 어깨 부상으로 웨이버 공시된 셰인 유먼의 대체 용병으로 영입되었다. 2015년 8월 6일 KBO 리그 데뷔전인 LG전에서 KBO 리그 최초로 외국인 선수가 데뷔전 완투승을 거뒀다.
2015년 8월 11일 KT전에서 완봉승을 기록하며 KBO 리그 최초 데뷔 후 2경기 연속 완투승을 거뒀다.
2015년 8월 16일 삼성 라이온즈전에서는 7.1이닝 4실점으로 퀄리티 스타트를 기록했다. 2015년 8월 22일 KIA 타이거즈전에서 두 번째 완봉승이자 세 번째 완투승을 기록했다.
2015 시즌 10경기 6승 2패, 평균자책점 2.97을 기록했고 시즌 후 요미우리 자이언츠, 라쿠텐 골든이글스 등 많은 일본 구단의 영입 리스트에 오르기도 했으나 1년 190만달러에 계약하며 잔류했다.
하지만, 2016년 시즌 2번의 부상과 장기 결장으로 인해 웨이버 공시됐다. 그의 대체 선수로 에릭 서캠프가 영입됐다.

## 미국 프로야구 복귀
2017년에 워싱턴 내셔널스에 입단하였다.

## 한국 프로야구 복귀

### 넥센 히어로즈시절
2018년부터 앤디 밴 헤켄을 대체할 외국인 투수로 영입돼 2년만에 KBO 리그에 복귀하였다. 2018년 3월 24일 한화 이글스와의 개막전에 선발 등판했고, 경기에서 6.2이닝 3실점(2자책)을 기록하며 팀의 첫 승이자, 친정 팀을 상대로 승리 투수가 됐다. 2018년 6월 3일 LG 트윈스와의 경기에서 김현수의 강습 타구에 손가락 인대가 손상되며 골절상을 입어 조기 강판됐고, 부상 정도가 심해 결국 웨이버 공시됐다. 그의 대체 용병으로는 NC에서 활동했던 에릭 해커가 영입됐다.

## 멕시코 프로야구 시절
2019년에 게레로스 데 와하카에 입단하였다.

## 대만 프로야구 시절
2020년에 중신 브라더스에 입단하였다.

## 플레이 스타일
- 투구 밸런스가 안정적이며, 빠른 변화구가 장점이다.

## 별명
- 2015 시즌 뛰어난 활약으로 인해 '괴물 투수', '지저스'라고 불린다.
- 류현진과 '지저스'를 합친 '류저스'라고 불린다.